# 瑪麗亞·克里斯蒂娜·卡瓦列羅
瑪麗亞·克里斯蒂娜·卡瓦列羅（西班牙語：María Cristina Caballero）是一位因為報道有組織犯罪、腐敗和準軍事部隊而聞名的哥倫比亞記者。於1999年，她獲頒國際新聞自由獎。

## 早期生涯
卡瓦列羅在哈韋里安納大學獲得一個通訊和新聞系學士學位，並於哈佛大學約翰·F·甘迺迪政府學院獲得公共管理系碩士學位。她在那時候亦是一位梅森學者。
卡瓦列羅於16歲時已經開始其記者生涯。當時，她開始為波哥大報紙《共和國報》（La República）工作。卡瓦列羅指出，她作為一個在「大男子主義」社會中工作的女記者，起初她經常獲分配較難的工作。但是，她指出自己漸漸懂得享受記者的工作，並開始變成一個工作狂。

## 記者生涯
之後，她轉往哥倫比亞最大的報紙《時間》（El Tiempo）擔任調查編輯一職，並於新聞雜誌《改變》（Cambio）兼職。從1998年到2001年，她轉往周刊《一周》（Semana）擔任調查主任一職。她寫的文章亦曾出現於《紐約時報》、《新聞周刊》、CNN、《波士頓環球報》、《邁阿密先驅報》、以及《国际先驱论坛报》。《哥倫比亞新聞評論》和《尼曼報告》亦曾刊登其文章。卡瓦列羅指出至少有一打哥倫比亞政客因其報道而入獄。
於1997年，她獲允許訪問哥倫比亞右派準軍事部隊領袖之一卡洛斯·卡斯塔諾·吉爾。卡瓦列羅乘坐了8小時的馬方能到達卡斯塔諾的藏身之地。在採訪中，卡斯塔諾第一次表示自己有意進行和談。
於1999年，卡瓦列羅多次收到死亡威脅。而且，當時亦有一位持槍的保安人員在其居所外等候她。在哈佛大學約翰·F·甘迺迪政府學院院長約瑟夫·奈爾的邀請下，她離開了哥倫比亞，並移民至美國麻薩諸塞州剑桥。

## 獎勵和表彰
於1993年，卡瓦列羅獲《時代》華盛頓特區分部承認為阿爾弗雷德友好出版社資深會員。於1997年，她獲哈佛大學承認為尼曼資深會員。於1991年，她因報道政府腐敗而獲頒哥倫比亞西蒙玻利瓦爾國家新聞獎。於1998年，她因訪問卡斯塔諾而再次獲頒此獎項。
於1990年，美洲報業協會頒予卡瓦列羅人權獎。於1999年11月，她獲保護記者委員會頒發国际新闻自由奖。